# S Herculis
S Herculis är en pulserande variabel av Mira Ceti-typ i stjärnbilden Herkules.
Stjärnan varierar mellan magnitud +6,4 och 13,8 med en period av 304 dygn.